# Băile Govora
Băile Govora város Vâlcea megyében, Olténiában, Romániában. Neve szláv eredetű. A délszláv nyelvekben a "govora" vagy "govornih" szavak beszéddel, hanggal kapcsolatos jelentésűek. A "băile" szó pedig románul fürdőhelységet jelent.

## Fekvése
20 km-re délnyugatra található Râmnicu Vâlceától, nyugatra az Olt folyótól.

## Történelem
1876-ban a területén sóban és jódban gazdag termálvizet találnak. 1879-ben fából készült fürdőhelyeket alakítanak ki a források körül. A település a források mentén 1910-re épül fel.
1950-ben városi rangot kap.

## Népesség
A népesség számának alakulása:
- 1930 - 910 lakos
- 1948 - 1.156 lakos
- 1956 - 1.590 lakos
- 1966 - 2.189 lakos
- 1977 - 2.749 lakos
- 1992 - 3.023 lakos
- 2002 - 2.868 lakos

## Látnivalók
- Termálforrások
- A várostól 7 km-re található a Govorai kolostor, melyet a XV. században építettek. az évszázadok során többször átépítették.

## Testvérvárosok
- Nadarzyn - Lengyelország

## Gazdaság
A település egy hangulatos fürdő és üdülőváros, annak ellenére, hogy az 1980-as évek óta komoly beruházás, új szállodák nem épültek. A lakosok túlnyomó része a turizmusból él.